# Chlorissa melinaria
Chlorissa melinaria är en fjärilsart som beskrevs av Herrich-Schäffer 1848. Chlorissa melinaria ingår i släktet Chlorissa och familjen mätare. Inga underarter finns listade i Catalogue of Life.